# Philipp Harms
Philipp Harms (* 18. Dezember 1966 in Leonberg) ist ein deutscher Ökonom und Hochschullehrer. Er lehrt an der Johannes-Gutenberg-Universität in Mainz. Sein Themenschwerpunkt liegt in der Volkswirtschaftslehre (International Economics).

## Studium und Beruf
Harms absolvierte zunächst von 1987 bis 1989 eine Ausbildung zum Verlagsbuchhändler beim Ernst Klett Verlag in Stuttgart. Anschließend studierte er fünf Jahre lang Volkswirtschaftslehre, Slavistik und Rechtswissenschaften an der Universität Konstanz und schloss sein Studium als Diplom-Volkswirt ab. Von 1998 bis 2003 arbeitete er dort als wissenschaftlicher Mitarbeiter am Lehrstuhl für Volkswirtschaftslehre und promovierte im Jahre 1999 an der Universität St. Gallen in der Schweiz. Für seine Dissertationsschrift mit dem Titel „International Investment, Political Risk, and Growth“ erhielt er die Bewertung summa cum laude. In den Jahren 1997 bis 1998 folgte ein Forschungsaufenthalt als Graduate an der University of Maryland, College Park. Von 2002 bis 2003 war er an der Universität St. Gallen auch als Lehrbeauftragter beschäftigt. 2003 erfolgte seine Habilitation an der Universität Konstanz. Von 2004 bis 2010 arbeitete er als Professor für Volkswirtschaftslehre am Lehrstuhl für Volkswirtschaftslehre (insbesondere Makroökonomie) an der Rheinisch-Westfälischen Technischen Hochschule Aachen. Anschließend wurde er als Professor für Volkswirtschaftslehre, insbesondere International Economics, an die Johannes Gutenberg-Universität Mainz berufen. Seine Forschungsschwerpunkte sind dort internationale Makroökonomie, internationale Politische Ökonomie, dynamische Makroökonomie, Transformations- und Entwicklungsökonomie sowie Public Choice.

## Veröffentlichungen (Auswahl)
- International Investment, Political Risk, and Growth. Verlag Springer US (2000). ISBN 0792378334
- mit Stefan Zink: Growing into and out of social conflict (2005), Economica 72, S. 267–286
- mit Matthias Lutz: Aid, governance, and private foreign investment: some puzzling findings for the 1990s (2006), The Economic Journal 116, S. 773–790
- Internationale Makroökonomik. Verlag Mohr-Siebeck, Tübingen 2008,  ISBN 978-3-16-148775-0.
- mit Stefan Zink: Limits to Redistribution in a Democracy: A Survey (2009), European Journal of Political Economy 19, S. 651–668